# Gočaltovo
Gočaltovo és un poble i municipi d'Eslovàquia. Es troba a la regió de Košice, a l'est del país.

## Història
La primera referència escrita de la vila data del 1318.

## Demografia
| Godina             | 1994 | 2004   | 2014   | 2024    |
| ------------------ | ---- | ------ | ------ | ------- |
| Nombre de persones | 270  | 249    | 246    | 209     |
| Diferència         |      | −7,77% | −1,20% | −15,04% |

| Godina             | 2023 | 2024   |
| ------------------ | ---- | ------ |
| Nombre de persones | 218  | 209    |
| Diferència         |      | −4,12% |